# Obična žutika
Obična žutika (žuti šipak, šimširika; lat. Berberis vulgaris) je grm podrijetlom iz središnje i južne Europe, sjeverozapadne Afrike i zapadne Azije. Rasprostranjena je sve do 1200 m nadmorske visine, pretežno po staništima gdje ima puno vapnenca, na osunčanim i stjenovitim prostorima,  kao i u sloju grmlja.

## Opis
Raste kao listopadni razgranati grm čije stablo može dosegnuti visinu od 3 m, pokriveno je trnovima i ispod kore je žuto. Trnovi mogu biti trokraki ili petokraki i nastali su preobražajem listova.  Kad je drvo mlado, grane žutike su crvenkaste i nalik na šibe. Poslije odrvene i dobiju prljavosivu boju. 
Listovi su elipsasti, kožasti, sakupljeni u svežnjeve, a po rubu nazubljeni. Dugi su 2-5 cm, a široki 1-2 cm. Mogu biti zelene ili crvene boje.
Žutika cvijeta u obliku visećih grozdova sastavljenih od šestočlanih, dvospolnih cvjetova čiji su čašični i krunični listići žuti. 
Plod je duguljasta, crvena bobica kiselkastog ukusa u čijoj unutrašnjosti su smještene 2-3 sjemenke. Duga je 7-10 mm, a široka 3-5 mm. 

## Koristi
Bobice su jestive i bogate vitaminom C, ali su jako kisele i zbog trnja se teško mogu ubrati, pa se ne jedu previše. Hrana su mnogim manjim pticama koje svojim izmetom rasprostranjuju sjemenke.
Zereshk (زرشک) je perzijsku naziv za sušene plodove žutike, koji se proizvode u Iranu. Zereshk se dosta koristi u kuhinji. Najčešće se priprema s piletinom i rižom. To jelo se naziva zereshk polo.

## Ljekovitost
Kao ljekovita biljka poznata je još od davnih vremena, u drevnom Babilonu i drevnoj Indiji.
Svi dijelovi biljke sadrže izokinolinske alkaloide, a glavni je berberin, a listovi sadrže vitamine C, E, karotenoide, organske kiseline ( limunska, vinska), mineralne soli i eterično ulje. Kora također sadrži palmatin, kolumbamin, iatroricin i oksiakantin.
Ljekovite sirovine su list (Folium Berberidis) i korijen (Radix Berberidis). 
Tinktura lišća žutika ima hemostatički učinak (ubrzava zgrušavanje krvi) i koleretsko djelovanje. Preparati žutike stimuliraju kontrakciju mišića,  uzrokuju smanjenje tonusa žučnog mjehura, imaju analgetski i protuupalni učinak. Berberin iz žutika koristi se u znanstvenoj medicinskoj praksi. Koristi se za liječenje bolesti žučnog mjehura (kronični rekurentni kolecistitis, diskinezija žučnog mjehura), kao i kod nekih malignih tumora.
U narodnoj medicini, žutika se koristi kao hemostatski agens, kao i kod bolesti bubrega, jetre, mokraćnog trakta, kao i dijabetesa. Ekstrakt lišća poznat je kao hemostatski agens u ženskim bolestima.
Kod homeopatije žutika se koristi u obliku tinkture sušene kore i korijenja sa 60% alkohola. Umjesto tinkture,  alkaloid berberin se rijetko koristi u obliku praha s mliječnim šećerom ili kao otopina u 90% alkoholu.

## Vanjske poveznice
https://pfaf.org/user/plant.aspx?LatinName=Berberis+vulgaris